# Курсель-сюр-Нье
Курсе́ль-сюр-Нье (фр. Coincy) — коммуна на северо-востоке Франции, регион Гранд-Эст (бывший Эльзас — Шампань — Арденны — Лотарингия), департамент Мозель. Входит в кантон Панж.

## Географическое положение
Курсель-сюр-Нье расположен в 290 км к востоку от Парижа и в 12 км к юго-востоку от Меца.

## История
- Деревня входила в регион Сольнуа мозельских земель.
- В 1802 году вошла в кантон Панж.
- В 1810 году к коммуне был присоединён Шайи-сюр-Нье.

## Демография
По переписи 2011 года в коммуне проживало 1 041 человек.

## Достопримечательности
- Следы римской дороги.
- Мельница, датируемая 1202 годом; работала до 1913 года.
- Замок, построен в 1681 как небольшое укреплённое сооружение, переделан в XVIII веке.
- Вокзал.
- Церковь Сент-Мари-Мадлен, 1760.